# Hapowal
Hapowal (em panjabi:  ਹਪੋਵਾਲ) é uma vila no distrito de Shaheed Bhagat Singh Nagar do estado Punjab, na Índia. Ele está localizado a 17 quilômetros de distância da cidade de Nawanshahr, e a 107 quilômetros da capital do estado Chandigarh. A aldeia é administrada por um sarpanch, um representante eleito pelo povo que simboliza os assuntos da aldeia.

## Demografia
Em 2011, Hapowal tinha um número total de 277 casas e uma população de 1142 habitantes, dos quais 562 são do sexo masculino e 580 do sexo feminino, de acordo com o relatório publicado pelo censo realizado na Índia em 2011. A taxa de alfabetização de Hapowal é 77.66%, superior à média do estado, que é de de 75.84%. A população de crianças menores de 6 anos é de 144, ou seja, 12.61% da população total de Hapowal.
A maioria das pessoas são de castas registradas, compondo uma parcela 52.63% da população total de Hapowal. A cidade não tem nenhuma população de tribos registradas.
Conforme o relatório publicado pelo censo Indiano de 2011, 316 pessoas estavam envolvidas em atividades de trabalho dentre o total da população de Hapowal, sendo 279 homens e 37 mulheres empregados. De acordo com o censo de relatório de vistoria de 2011, 89.56% dos trabalhadores descrevem o seu trabalho como trabalho principal, mas 10.44% dos trabalhadores estão envolvidos em atividades marginais/ilegais que proveriam subsistência por menos de 6 meses.

## Ensino
A vila tem uma escola primária fundada em 1957. As escolas não fornecem refeição ao meio-dia. A escola oferece ensino gratuito para crianças entre os seis e os quatorze anos de idade.
A escola de enfermagem Guru Nanak, Amardeep Singh Shergill Memorial college Mukandpur e Colégio Nacional Sikh de Banga são as faculdades mais próximas do vilarejo. A universidade Lovely Professional University fica a 33 quilômetros do vilarejo.

## Transporte
A estação ferroviária de Banga é a estação de trem mais próxima de Hapowal, mas, no entanto, a estação de Garhshankar fica a aproximadamente 20 quilômetros da aldeia. O aeroporto doméstico mais próximo é o de  Sahnewal Aeroporto, localizado na cidade de Ludhiana, a 62 quilômetros de distância de Hapowal; e o aeroporto internacional mais próximo fica em Chandigarh, e o segundo mais próximo, o  Aeroporto Internacional Sri Guru Ram Dass Jee a 145 quilômetros de distância, fica em Amritsar.